# Bella Verano Domínguez
Bella Verano Domínguez (Lepe, Huelva - 1978) és una política espanyola, actual delegada de Govern de la Junta d'Andalusia a Huelva, i ha estat Tinent alcaldessa de la localitat de Lepe i diputada provincial des del 2015.
Des del 2007 és tinent alcaldessa de l'ajuntament de Lepe pel Partit Popular i diputada provincial des del 2015. Al PP ha tingut el càrrec de secretària general de el Partit Popular de Lepe des de 2007 i Coordinadora de el Partit Popular de Huelva des de 2015.
Des del 2019 és la delegada de Govern de la Junta d'Andalusia, nomenada pel Consell de Govern de la Junta d'Andalusia.